# Бартрам, Ян
Ян Лью́ис Ба́ртрам (дат. Jan Lewis Bartram; род. 6 марта 1962, Фредериксберг) — датский футболист, игравший на позиции полузащитника. Участник чемпионата мира 1986 года в составе сборной Дании.

## Клубная карьера
Ян Бартрам начал играть в футбол в клубе «Скиве». Бартрам подписал свой первый профессиональный контракт с «Орхусом» в 1982 году. Он совершил прорыв в высшем дивизионе Дании на позиции атакующего полузащитника и помог клубу стать национальным чемпионом в 1986 году. После сезона 1987 года Бартрам перешёл в «Сикельборг», но никогда не выступал за команду, так как получил более привлекательное предложение от зарубежного клуба.
В начале 1988 года полузащитник подписал контракт с шотландским клубом «Рейнджерс», но его пребывание в команде оказалось недолгим. Главный тренер клуба Грэм Сунесс заверил игрока, что тот впишется в его тактику, но в результате использовал его в качестве строго оборонительного крайнего защитника. Бартрам получил известность благодаря тому, что его мысли о Сунессе были опубликованы в интервью датской газете Ekstra Bladet, где он якобы назвал Сунесса зверем или хулиганом. Футболист и главный тренер вместе осудили интервью, однако Бартрам повторил некоторые обвинения в своей автобиографии 1998 года.
Он покинул «Рейнджерс» через шесть месяцев, летом 1988 года, вернувшись в Данию и подписав контракт с чемпионом «Брондбю», с которым в том же году снова выиграл чемпионат. Вскоре Бартрам был продан в «Байер 05 Юрдинген» из немецкой Бундеслиги за 3,5 миллиона крон. Он сыграл 74 игры за «Юрдинген» за три сезона, включая один сезон с другим датчанином, Брианом Лаудрупом. Однако Ян Бартрам не нашёл общий язык с новым тренером клуба Тимо Конецкой и сыграл свой последний матч за «Юрдинген» в марте 1991 года, после чего покинул клуб из-за опоздания на тренировку.
Затем Ян Бартрам вернулся в «Орхус» и сыграл за клуб 14 матчей в чемпионате Дании, после чего решил на год отдохнуть от футбола и путешествовать по миру. В августе 1992 года он вернулся в клуб и играл за него до апреля 1996 года. Из-за травмы с лета 1993 года по лето 1995 года Ян принял участие всего в одной игре. С мая 1994 года по июнь 1996 года футболист также был спортивным директором клуба.

## Карьера в сборной
Ян Бартрам дебютировал за национальную сборную Дании 27 января 1985 года в товарищеском матче против Гондураса, а также вошёл в состав команды, участвовавшей на чемпионате мира по футболу 1986 года в Мексике. На этом турнире он так и не вышел на поле, но вскоре стал постоянным игроком сборной. В ноябре 1990 года во время отборочного турнира чемпионата Европы 1992 Бартрам и братья Бриан и Микаэль Лаудруп решили покинуть сборную. Тем не менее, он вернулся в команду в апреле 1991 года и сыграл свой последний международный матч в мае 1991 года. Всего в течение шести лет, проведённых в национальной сборной, Ян Бартрам выходил на поле в 32 матчах, в которых забил пять голов.

## Вне футбола
Помимо футбольной карьеры, Бартрам изучал экономику и стал кандидатом экономических наук. После окончания футбольной карьеры начал работать по этой специальности. Среди прочего, он был клерком в датском финансовом агентстве, а затем консультантом в штате, прежде чем стал менеджером проекта в JP/Politikens Hus в 2010 году.

## Статистика

### Матчи Бартрама за сборную Дании
| Матчи Бартрама за сборную Дании | Матчи Бартрама за сборную Дании | Матчи Бартрама за сборную Дании | Матчи Бартрама за сборную Дании | Матчи Бартрама за сборную Дании | Матчи Бартрама за сборную Дании |
| ------------------------------- | ------------------------------- | ------------------------------- | ------------------------------- | ------------------------------- | ------------------------------- |
| №                               | Дата                            | Соперник                        | Счёт                            | Голы Бартрама                   | Соревнование                    |
| 1                               | 27 января 1985                  | Гондурас                        | 0:1                             | —                               | Товарищеский матч               |
| 2                               | 26 марта 1986                   | Северная Ирландия               | 1:1                             | —                               | Товарищеский матч               |
| 3                               | 9 апреля 1986                   | Болгария                        | 0:3                             | —                               | Товарищеский матч               |
| 4                               | 20 мая 1987                     | Греция                          | 5:0                             | —                               | Олимпийские игры 1988 (отбор)   |
| 5                               | 3 сентября 1987                 | Румыния                         | 2:1                             | —                               | Олимпийские игры 1988 (отбор)   |
| 6                               | 18 ноября 1987                  | ФРГ                             | 0:1                             | —                               | Олимпийские игры 1988 (отбор)   |
| 7                               | 30 марта 1988                   | ФРГ                             | 1:1                             | —                               | Олимпийские игры 1988 (отбор)   |
| 8                               | 20 апреля 1988                  | Греция                          | 4:0                             | —                               | Олимпийские игры 1988 (отбор)   |
| 9                               | 18 мая 1988                     | Польша                          | 3:0                             | —                               | Олимпийские игры 1988 (отбор)   |
| 10                              | 31 августа 1988                 | Швеция                          | 2:1                             | —                               | Товарищеский матч               |
| 11                              | 14 сентября 1988                | Англия                          | 0:1                             | —                               | Товарищеский матч               |
| 12                              | 28 сентября 1988                | Исландия                        | 1:0                             | 1                               | Товарищеский матч               |
| 13                              | 19 октября 1988                 | Греция                          | 1:1                             | —                               | Чемпионат мира 1990 (отбор)     |
| 14                              | 2 ноября 1988                   | Болгария                        | 1:1                             | —                               | Чемпионат мира 1990 (отбор)     |
| 15                              | 22 февраля 1989                 | Италия                          | 0:1                             | —                               | Товарищеский матч               |
| 16                              | 12 апреля 1989                  | Канада                          | 2:0                             | —                               | Товарищеский матч               |
| 17                              | 26 апреля 1989                  | Болгария                        | 2:0                             | —                               | Чемпионат мира 1990 (отбор)     |
| 18                              | 17 мая 1989                     | Греция                          | 7:1                             | 1                               | Чемпионат мира 1990 (отбор)     |
| 19                              | 7 июня 1989                     | Англия                          | 1:1                             | —                               | Товарищеский матч               |
| 20                              | 14 июня 1989                    | Швеция                          | 6:0                             | 1                               | Товарищеский матч               |
| 21                              | 18 июня 1989                    | Бразилия                        | 4:0                             | —                               | Товарищеский матч               |
| 22                              | 6 сентября 1989                 | Нидерланды                      | 2:2                             | 1                               | Товарищеский матч               |
| 23                              | 11 октября 1989                 | Румыния                         | 3:0                             | —                               | Чемпионат мира 1990 (отбор)     |
| 24                              | 15 ноября 1989                  | Румыния                         | 1:3                             | —                               | Чемпионат мира 1990 (отбор)     |
| 25                              | 15 мая 1990                     | Англия                          | 0:1                             | —                               | Товарищеский матч               |
| 26                              | 30 мая 1990                     | ФРГ                             | 0:1                             | —                               | Товарищеский матч               |
| 27                              | 11 сентября 1990                | Уэльс                           | 1:0                             | —                               | Товарищеский матч               |
| 28                              | 10 октября 1990                 | Фарерские острова               | 4:1                             | —                               | Чемпионат Европы 1992 (отбор)   |
| 29                              | 17 октября 1990                 | Северная Ирландия               | 1:1                             | 1                               | Чемпионат Европы 1992 (отбор)   |
| 30                              | 14 ноября 1990                  | Югославия                       | 0:2                             | —                               | Чемпионат Европы 1992 (отбор)   |
| 31                              | 9 апреля 1991                   | Болгария                        | 1:1                             | —                               | Товарищеский матч               |
| 32                              | 1 мая 1991                      | Югославия                       | 2:1                             | —                               | Чемпионат Европы 1992 (отбор)   |

Итого: 32 матча / 5 голов; 15 побед, 8 ничьих, 9 поражений.

## Достижения
Орхус
- Чемпионат Дании: 1986
- Кубок Дании (3): 1986/1987, 1991/1992, 1995/1996

Брондбю
- Чемпионат Дании: 1988

Рейнджерс
- Кубок шотландской лиги: 1987/1988